# Maizières (Meurthe-et-Moselle)
Maizières is een gemeente in het Franse departement Meurthe-et-Moselle in de regio Grand Est en telt 799 inwoners (1999). De plaats maakt deel uit van het arrondissement Nancy.

## Geografie
De oppervlakte van Maizières bedraagt 15,6 km², de bevolkingsdichtheid is 51,2 inwoners per km².
De onderstaande kaart toont de ligging van Maizières (Meurthe-et-Moselle) met de belangrijkste infrastructuur en aangrenzende gemeenten.

## Demografie
De figuur toont het verloop van het inwonertal (bron: INSEE-tellingen).